# Canejan
Canejan település Spanyolországban, Lleida tartományban. Canejan Naut Aran, Vielha e Mijaran, Les, Catalonia, Bausen, Fos, Melles és Sentein községekkel határos. Lakosainak száma 101 fő (2024).

## Népesség
A település népessége az utóbbi években az alábbiak szerint változott:
| Lakosok száma | 314  | 637  | 317  | 282  | 122  | 107  | 103  | 102  | 107  | 101  |
|               | 1787 | 1900 | 1940 | 1960 | 1986 | 2005 | 2010 | 2014 | 2019 | 2024 |